# Dorothy Walcott Weeks

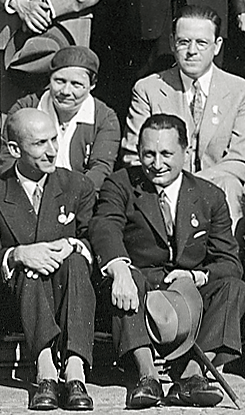
Weeks mit Harold Calvin Marston Morse, Bronisław Knaster, Kazimierz Kuratowski in Zürich 1932

 Dorothy Walcott Weeks  (* 3. Mai 1893 in Philadelphia,  Pennsylvania, Vereinigte Staaten; † 4. Juni 1990 in Massachusetts) war eine US-amerikanische Mathematikerin, Physikerin und Hochschullehrerin. Sie erwarb 1930 als erste Frau am Massachusetts Institute of Technology einen Doktortitel in Mathematik.

## Leben und Werk
Weeks studierte von 1912 bis 1916 am Wellesley College in Massachusetts und arbeitete danach als Lehrerin und Statistikangestellte, bevor sie 1917 als dritte Frau als Patentprüferin beim US-Patentamt arbeitete. Von 1918 bis 1919 studierte sie an der Cornell University Physik und Chemie. 1920 arbeitete sie für das National Bureau of Standards, wurde Laborassistentin im Physiklabors am Massachusetts Institute of Technology, wo sie 1922 Ausbilderin wurde. Sie studierte auch während ihrer Arbeit am MIT und erhielt 1923 ihren Master of Science in experimenteller Physik. Nach ihrem Abschluss unterrichtete sie an der Buckingham School in Cambridge, Massachusetts, unter Beibehaltung ihrer Lehrtätigkeit am MIT. 1924 erhielt sie einen zweiten Master-Abschluss von der Prince School of Business am Simmons College. Bis 1928 unterrichtete sie Physik am Wellesley College, während sie an ihrer Promotion am Massachusetts Institute of Technology arbeitete. 1930 promovierte sie in theoretischer Physik an der mathematischen Abteilung des Massachusetts Institute of Technology bei Norbert Wiener mit der Dissertation:  A Study of the Interference of Polarized Light by the Method of Coherency Matrices. Nach Abschluss des Studiums entwickelte und leitete sie mit Unterbrechungen von 1930 bis 1956 die Physikabteilung am Wilson College in Chambersburg, Pennsylvania. 1932 forschte sie in Cambridge, England und nahm am Internationalen Kongress der Mathematiker in Zürich und der International Federation of University Women Convention in Edinburgh teil. 1933 unterrichtete sie Mathematik und Chemie an der Central High School in Washington. 1935 kehrte sie zum MIT zurück und begann ein Forschungsprogramm in Atomspektroskopie. Ihre Forschung wurde durch ein Stipendium der American Academy of Arts and Sciences unterstützt. Während des Zweiten Weltkriegs unterrichtete sie Elektrizität, Mechanik und einen Wissenschaftsmanagement-Kriegskurs am Wilson College. Von 1943 bis 1945 arbeitete im Verbindungsbüro des US-amerikanischen Amtes für wissenschaftliche Forschung und Entwicklung (OSRD) zur Überwachung der britischen Berichtsabteilung. Nach dem Krieg kehrte sie als Professor für Physik und Abteilungsleiter zum Wilson College zurück. Von 1949 bis 1950 war sie Guggenheim-Stipendiatin am Massachusetts Institute of Technology. Von 1956 bis 1964 forschte sie als Physikerin am Watertown Arsenal Ordnance Materials Research Office an einem Projekt, das radiologisches Abschirmmaterial für den Einsatz gegen Atomwaffen, Neutronen und Gammastrahlen entwickelte. 1964 arbeitete sie als Spektroskopikerin für das von der NASA unterstützte Solarsatellitenprojekt am Harvard-College-Observatorium. Die American Association of University Women ehrte sie 1969 mit ihrem Leistungspreis und gründete später das Dorothy W. Weeks International Fellowship.

## Mitgliedschaften
- American Mathematical Society
- American Association of Physics Teachers
- American Physical Society
- The Optical Society
- American Association for the Advancement of Science, Fellow 1933
- American Association of University Women
- International Federation of University Women
- Phi Beta Kappa
- Sigma Xi

## Veröffentlichungen (Auswahl)
- 1934: Three mathematical methods of analyzing polarized light. J. Math. Physics 13, p.371–79
- 1934: A study of sixteen coherency matrices. J. Math. Physics 13, p.380–86
- 1944: An analysis of the Zeeman patterns of the spectrum of Fe 1. Trans. Amer. Philos. Soc. n.s. 34, pt. 2, p.181–206
- 1946: mit L. Pearce: The problem of atomic energy. J. Amer. Assoc. Univ. Women 39, p.81–82
- 1951: After our international students return home. J. Amer. Assoc. Univ. Women 44, p.89–90
- 1955: Woman power shortage in the physical sciences. J. Amer. Assoc. Univ. Women 48, p.146–49
- 1960: Women in physics today. Phys. Today 13 (8), p.22–23
- 1962: Editorial: The Land-Grant colleges. J. Amer. Assoc. Univ. Women 55, p.109
- 1971: Women – who extend scientific knowledge. Wellesley Alum. Mag. 55 (Summer), p.1–2
- 1974: The best possible education. In Wellesley After-Images: Reflections on their College Years by Forty-Five Alumnae, 31–33. Los Angeles: Wellesley Club of Los Angeles, 1974
- 1975: mit H. B. Creighton: The early years in the sciences: pioneer professors. Wellesley Alum. Mag. (Winter) 59, p.28–29
- 1967: mit E. A. Simpson: Absorption Spectrum of Iron in the Vacuum Ultraviolet 2950–1588 A. Harvard College Observatory Scientific Report no. 19. Cambridge, Mass.: Harvard College Observatory.